# Mr. Bevis
"Mr. Bevis" is een aflevering van de Amerikaanse televisieserie The Twilight Zone.

## Plot

### Opening
In the parlance of the twentieth century, this is an oddball. His name is James B.W. Bevis, and his tastes lean toward stuffed animals, zither music, professional football, Charles Dickens, moose heads, carnivals, dogs, children, and young ladies. Mr. Bevis is accident prone, a little vague, a little discombooberated, with a life that possesses all the security of a floating crap game. But this can be said of our Mr. Bevis: without him, without his warmth, without his kindness, the world would be a considerably poorer place, albeit perhaps a little saner. Should it not be obvious by now, James B.W. Bevis is a fixture in his own private, optimistic, hopeful little world, a world which has long ceased being surprised by him. James B.W. Bevis, on whom Dame Fortune will shortly turn her back, but not before she gives him a paste in the mouth. Mr. James B.W. Bevis, just one block away from the Twilight Zone.
— Rod Serling

### Verhaal
De aflevering draait om James Bevis. In een dag tijd verliest hij zijn baan, wordt uit zijn appartement gezet en krijgt een ongeluk met zijn auto. Dan ontmoet hij zijn beschermengel genaamd J. Hardy Hempstead, die Bevis helpt de dag weer opnieuw te beginnen en zelfs te verbeteren. Ditmaal behoudt Bevis zijn baan, kan zijn huur gewoon betalen en in plaats van zijn oude auto te verliezen bij een ongeluk krijgt hij een gloednieuwe sportwagen.
Echter, om dit nieuwe leven te kunnen behouden moet Bevis een paar veranderingen ondergaan. Zo moet hij zijn kledingstijl veranderen en mag niet langer de alom geliefde maar ietwat klungelige buurman zijn zoals iedereen hem kent. Al snel beseft Bevis dat juist die dingen hem gelukkig maakten. Daarom vraagt hij of alles kan worden teruggedraaid naar hoe het hoorde te zijn. Hempstead gaat akkoord. Dus verliest Bevis weer zijn baan en appartement, maar behoudt zijn auto.
Op het eind van de aflevering dreigt Bevis een bekeuring te krijgen vanwege parkeren naast een brandkraan. Maar zijn beschermengel kan het niet laten toch in te grijpen en zorgt dat de brandkraan een paar meter opschuift.

### Slot
Mr. James B.W. Bevis, who believes in a magic all his own. The magic of a child's smile, the magic of liking and being liked, the strange and wondrous mysticism that is the simple act of living. Mr. James B.W. Bevis, species of twentieth-century male, who has his own private and special Twilight Zone.
— Rod Serling

## Rolverdeling
- Orson Bean – James Bevis
- Henry Jones - J. Hardy Hempstead
- Charles Lane - Mr. Peckinpaugh
- William Schallert - politieagent
- Vito Scotti – Peddler

## Achtergrond
Het idee van een man die door zijn beschermengel een op het eerste gezicht veel beter leven krijgt, maar later ontdekt dat dit nieuwe leven toch niet beter is dan zijn oude, is later in verschillende andere films en series verwerkt.
Dit was een van de afleveringen die Rod Serling had gepland als potentiële pilotaflevering voor de serie. Burgess Meredith zou de titelrol gaan vertolken, maar sloeg dit af.